# San Isidro (partido)
Pour les articles homonymes, voir San Isidro.
San Isidro est un partido de la province de Buenos Aires fondé en 1784 dont la capitale est San Isidro.
Le partido fait partie du groupe des 24 partidos de la Province de Buenos Aires constituant le Grand Buenos Aires avec la capitale fédérale.